# Mark Lewis-Francis
Mark Anthony Lewis-Francis (Darlaston, 4 de setembro de 1982) é um velocista e campeão olímpico britânico, especializado nos 100 m rasos. 
Apareceu na cena internacional do atletismo ao conquistar a medalha de ouro nos 100 m rasos do Campeonato Mundial Júnior de Atletismo de 2000, em Santiago, Chile. Não participou de Sydney 2000 mas integrou o revezamento 4x100 m que foi campeão olímpico em Atenas 2004, junto a seus compatriotas  Marlon Devonish, Darren Campbell e Jason Gardener.
Em Helsinque 2005 conquistou uma medalha de bronze novamente no revezamento, feito que repetiu no Mundial seguinte, Osaka 2007. Além das medalhas em competições globais, ele também possui uma medalha de ouro no Campeonato Europeu de Atletismo de 2006, em Gotemburgo, no revezamento e uma de prata no de Barcelona 2010, nos 100 m rasos. Neste mesmo ano conquistou seu último ouro da carreira, integrando o revezamento nos Jogos da Commonwealth em Nova Delhi, Índia.